# سيلفيو لويز أوليفيرا دي باولا
سيلفيو لويز أوليفيرا دي باولا (بالبرتغالية: Silvio Luiz de Oliveira de Paula‏) هو لاعب كرة قدم برازيلي في مركز حراسة المرمى، ولد في 1 مارس 1977 في ريو دي جانيرو في البرازيل. شارك مع منتخب البرازيل لكرة القدم. أما مع النوادي، فقد لعب مع نادي جوفنتودي ونادي ساو كايتانو ونادي فاسكو دا غاما ونادي فلامنغو ونادي كورينثيانز ونادي ميراسول.